# Tetraroge niger
Tetraroge niger е вид лъчеперка от семейство Tetrarogidae. Видът не е застрашен от изчезване.

## Разпространение и местообитание
Разпространен е в Индия, Индонезия, Папуа Нова Гвинея, Провинции в КНР, Соломонови острови, Тайван, Фиджи и Япония.
Обитава крайбрежията на сладководни и полусолени басейни и морета. Среща се на дълбочина около 5,5 m.

## Описание
На дължина достигат до 13,5 cm.